# Global Táxi Aéreo
A Global Aviation (anteriormente Global Taxi Aéreo) foi uma empresa aérea brasileira especializada em fretamento aéreo, manutenção de aeronaves e serviços de assessoria na compra e venda de aeronaves. Sua principal base era em São Paulo, no Aeroporto de Congonhas. Em 2016, a empresa foi comprada pela CB Air, de Michael Klein, por R$ 38 milhões. A fusão da CB Air com a Global Aviation deu origem à Icon Aviation, que foi adquirida pela Voar Aviation em 2021.

## Frota

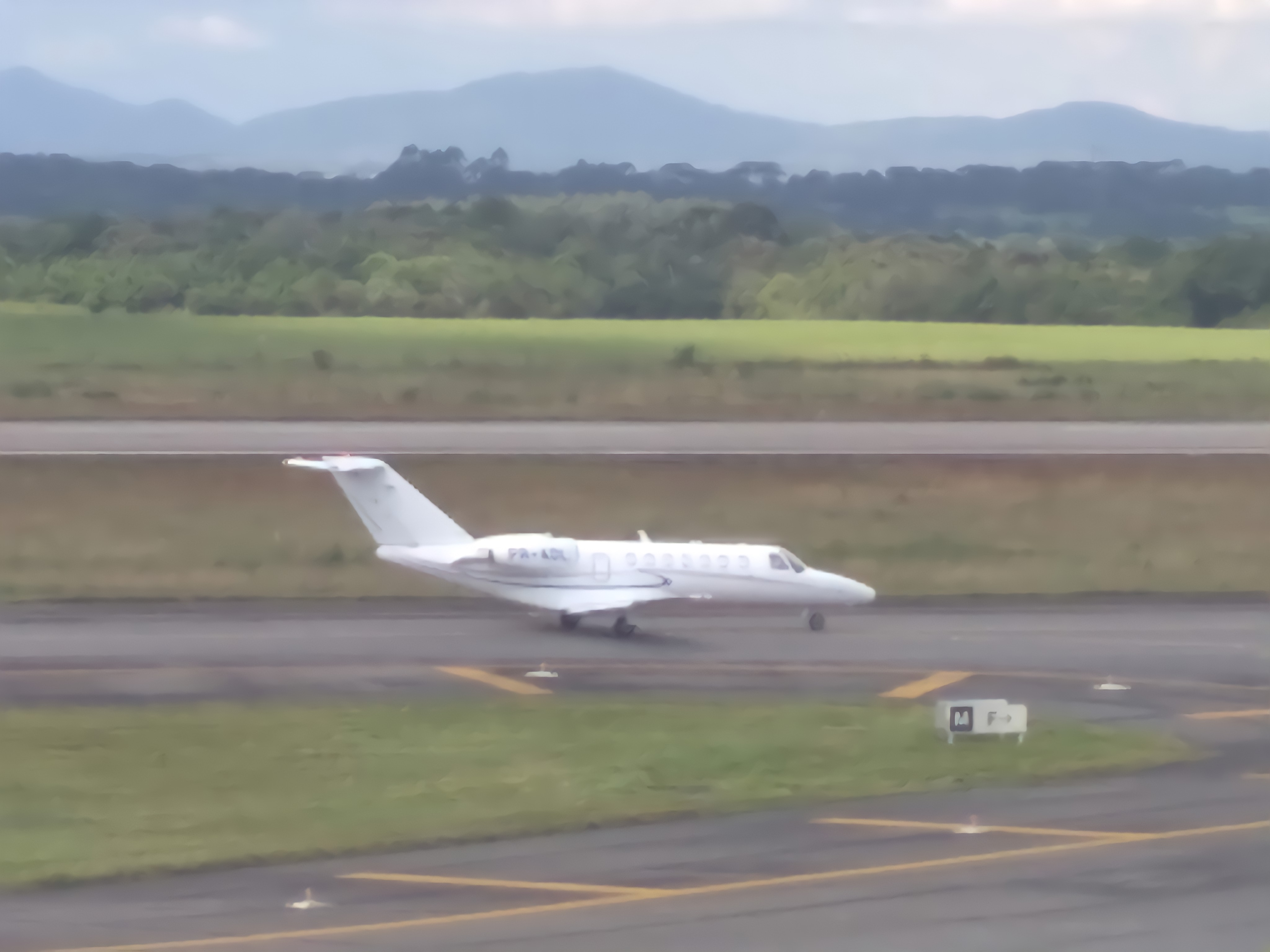
Um Cessna Citation da Global Táxi Aéreo

A frota da Global Taxi Aéreo inclui: 
- Falcon 2000LX EASy
- 1 Embraer Legacy 600 (as of August 2016)[6]
- Citation X
- Citation Sovereign
- Citation Excel
- Citation Jet 2
- Phenom 100
- Citation Jet 1
- Citation Mustang
- British Aerospace BAe 125-800
- Pilatus PC 12
- Agusta Grand
- Agusta Power
- Bell 430
- Bell 230
- Esquilo 350 B